# Physalaemus jordanensis
Espèce
Statut de conservation UICN

 DD  : Données insuffisantes
Physalaemus jordanensis est une espèce d'amphibiens de la famille des Leptodactylidae.

## Répartition
Cette espèce est endémique du Brésil. Elle se rencontre de 1 650 à 2 350 m d'altitude, :
- dans la région de Campos do Jordão dans la Serra da Mantiqueira dans l'État de São Paulo ;
- à Poços de Caldas dans la Serra do Papagaio dans l'État du Minas Gerais.

## Étymologie
Son nom d'espèce, composé de jordan et du suffixe latin -ensis, « qui vit dans, qui habite », lui a été donné en référence au lieu de sa découverte, la région de Campos do Jordão.

## Publication originale
- Bokermann, 1967 : Três novas espécies de Physalaemus do sudeste brasileiro (Amphibia, Leptodactylidae). Revista Brasileira de Biologia, Rio de Janeiro, vol. 27, no 2, p. 135-143.